# Biserica de lemn din Vețel-Vulcez

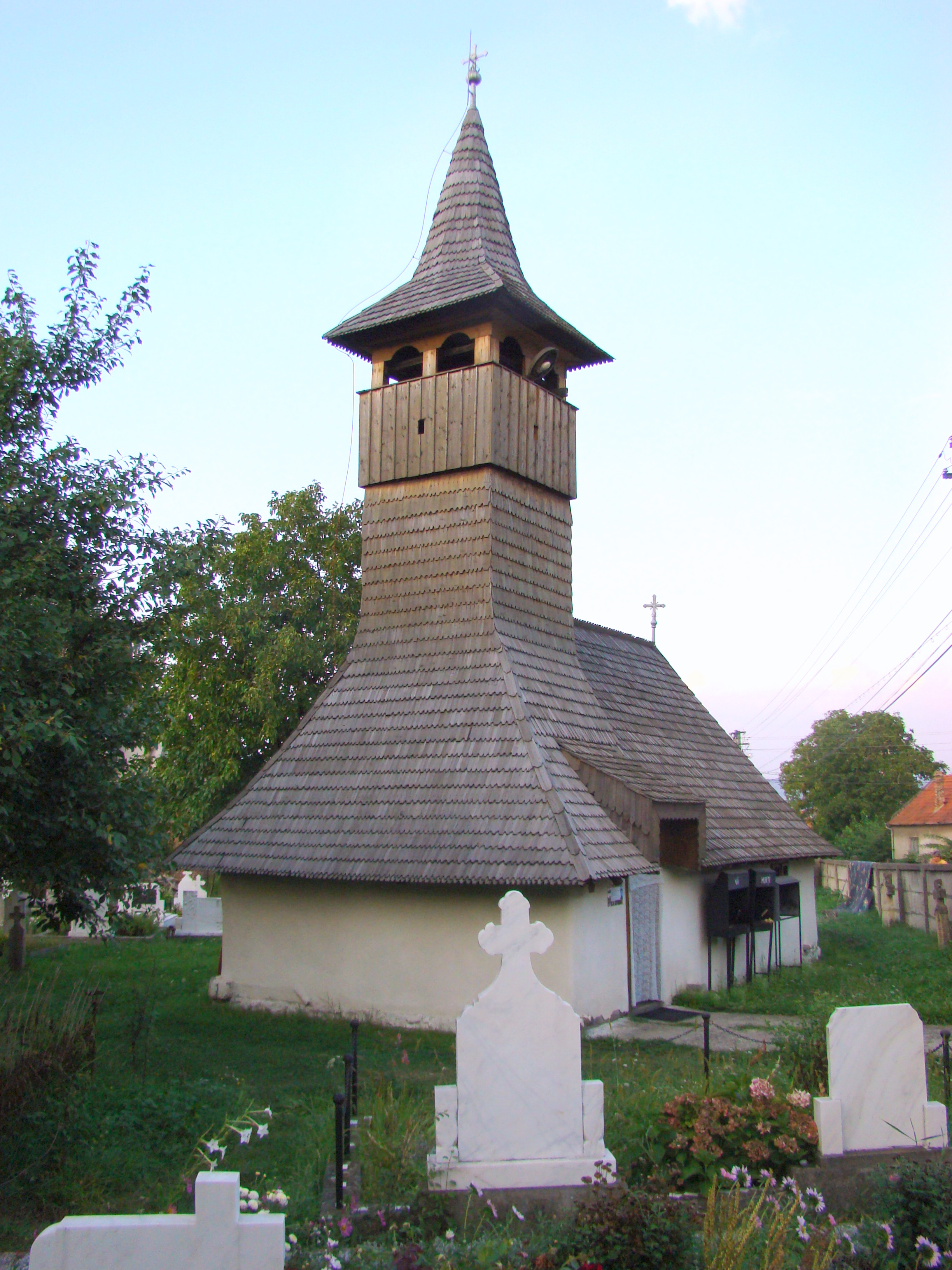
Biserica de lemn „Cuvioasa Paraschiva” din Vețel-Vulcez, comuna Vețel, județul Hunedoara, foto: august 2009.

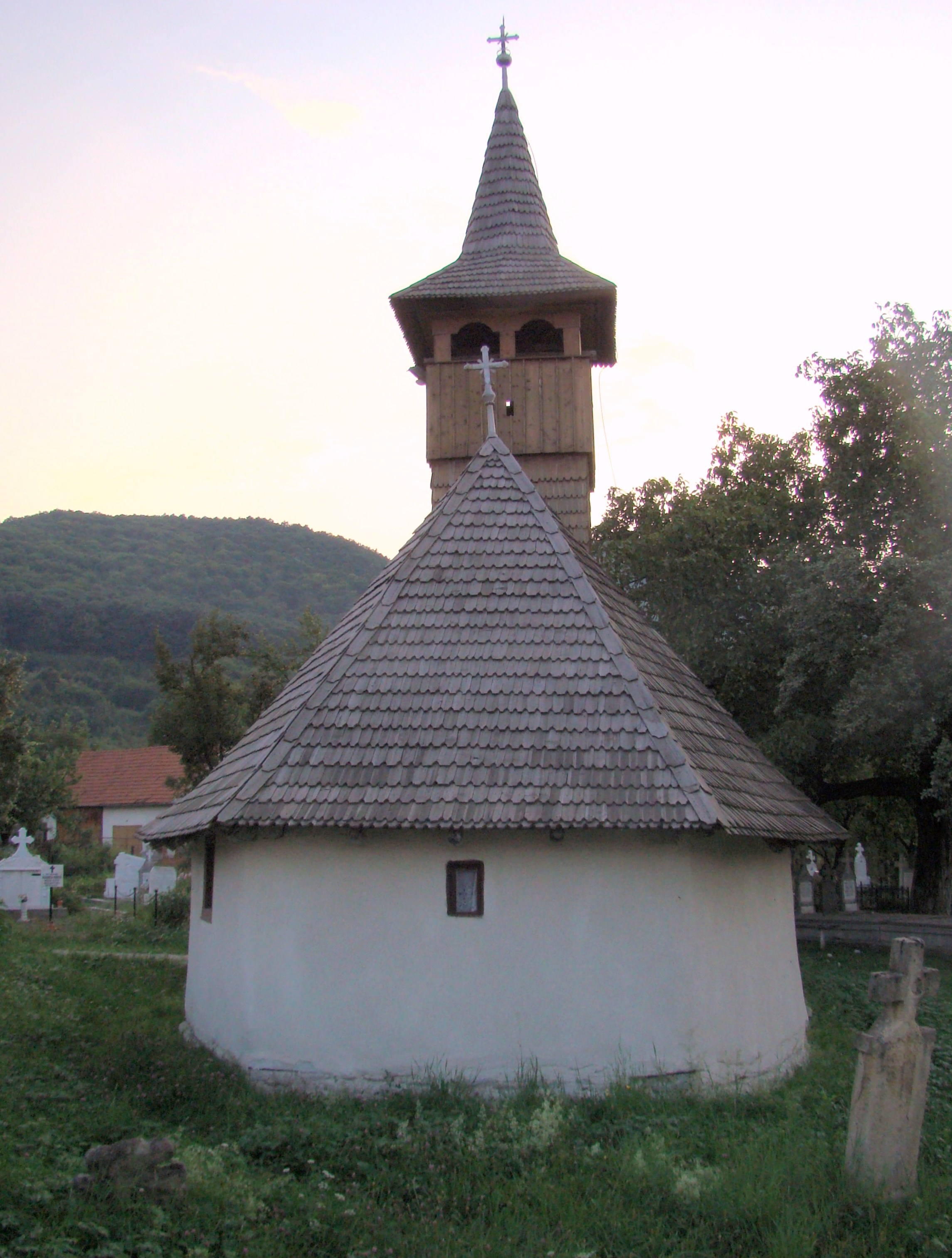
Biserica (est)

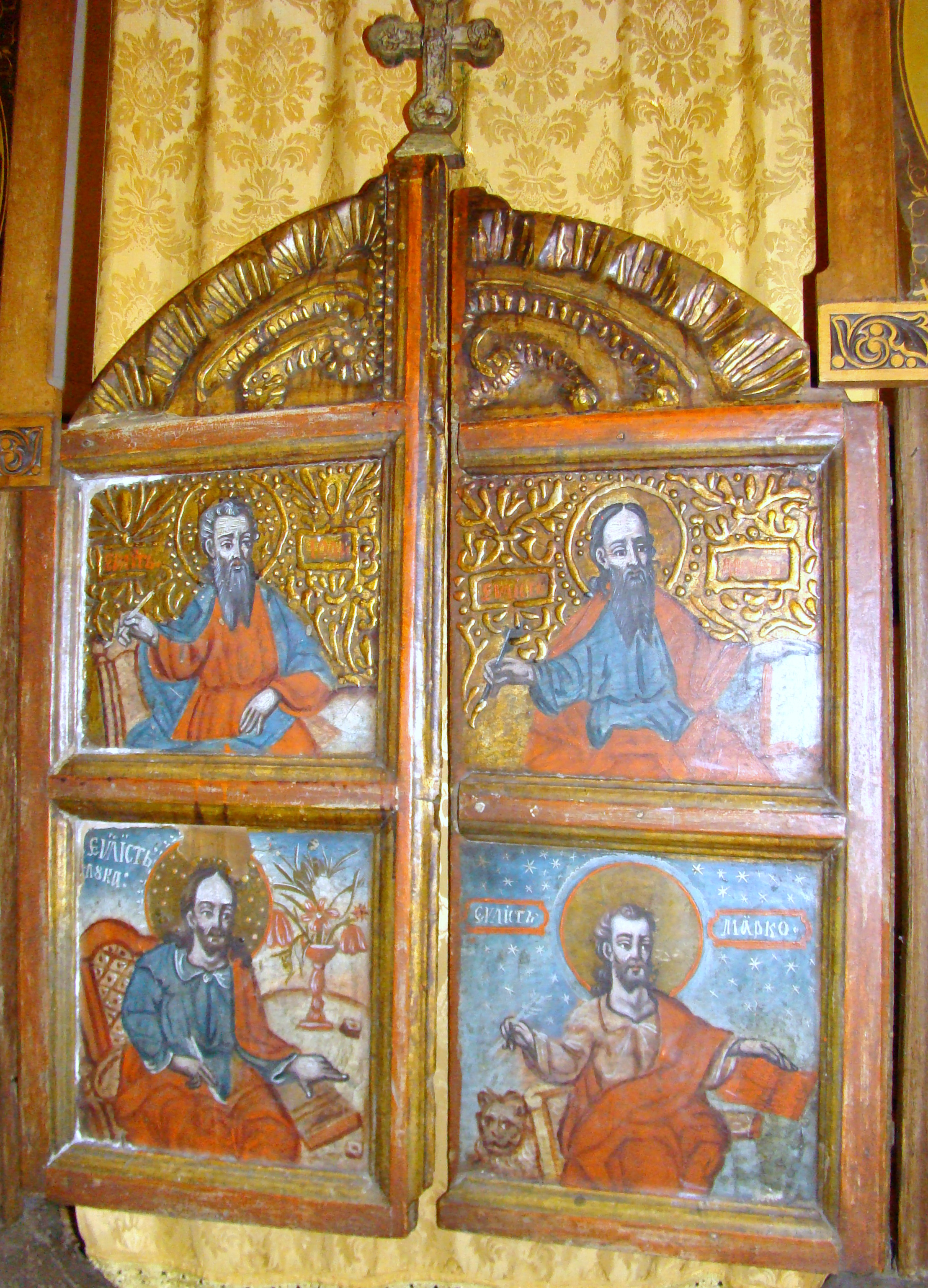
Ușile împărătești: Evangheliștii

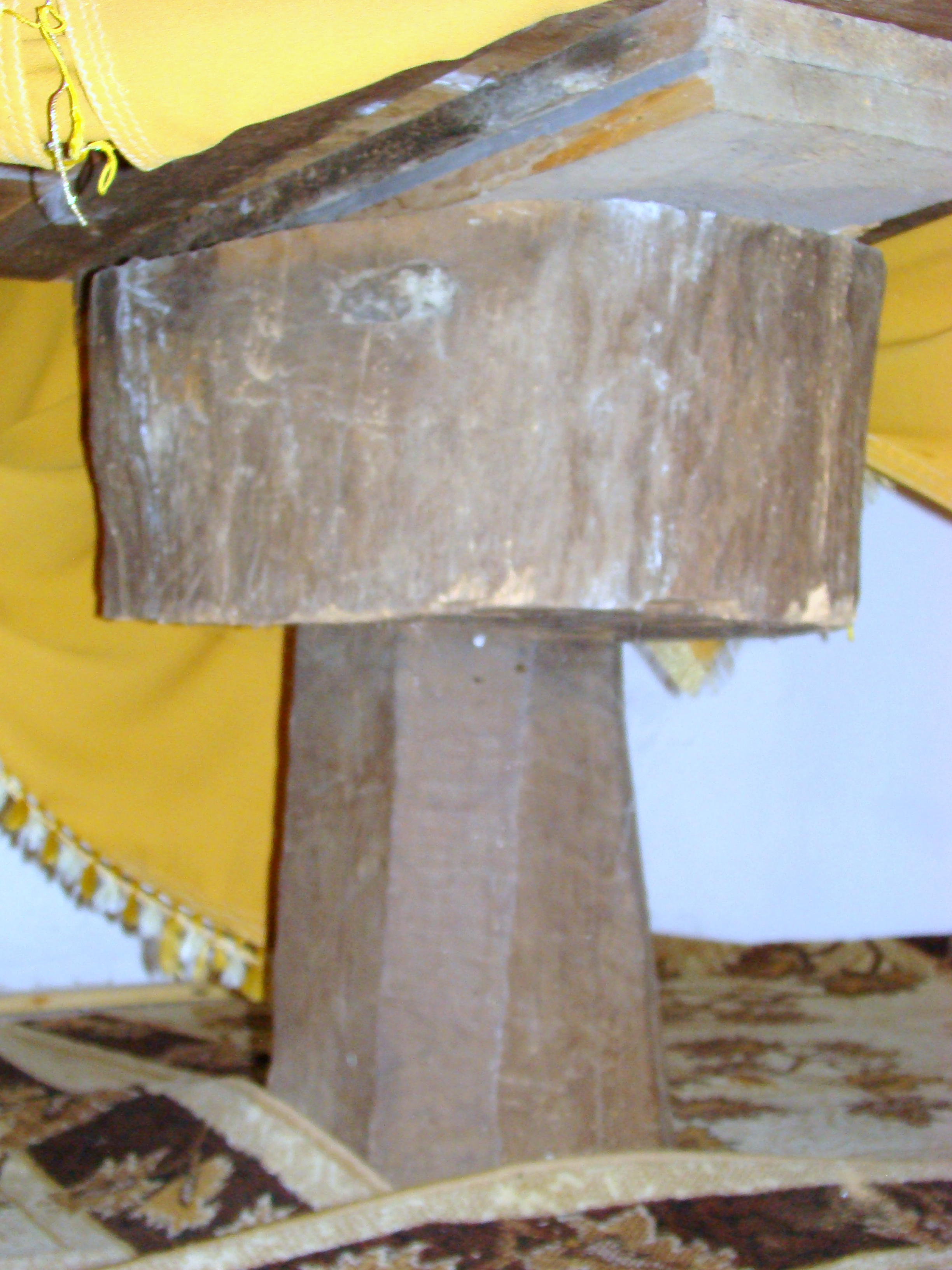
Prestolul

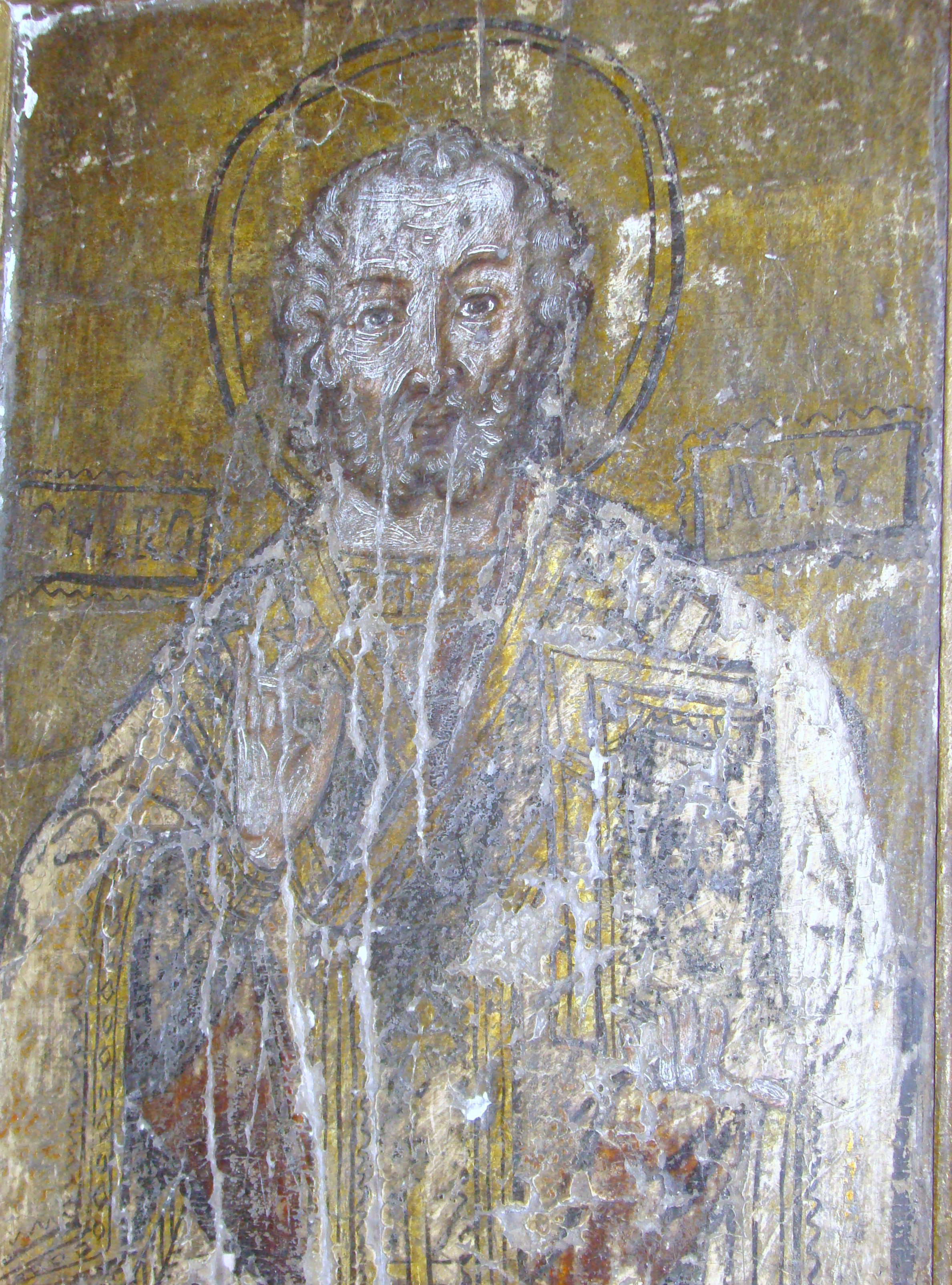
Icoană pe lemn: Sfântul Ierarh Nicolae

Biserica de lemn din Vețel-Vulcez, comuna Vețel, județul Hunedoara a fost construită în secolul XVIII (1790). Are hramul „Cuvioasa Paraschiva” (14 octombrie). Figurează pe lista monumentelor istorice, cod LMI HD-II-m-B-03474.

## Istoric și trăsături
În vechiul sat Vulcez, încorporat actualmente în centrul comunal Vețel, se află o bisericuță scundă,  închinată „Cuvioasei Paraschiva”, de plan dreptunghiular, cu absida nedecroșată, poligonală, cu trei laturi, supraînălțată printr-un turn-clopotniță zvelt, cu foișor deschis și coif piramidal. Este singurul lăcaș hunedorean construit din „grădele” (împletitură de nuiele, pe un schelet din pari, îmbrăcați în spoială de argilă, cu amestec de pleavă și tocătură de paie). Edificiul a fost consolidat în anul 1979, prin ridicarea tălpoaiei sale solide pe un postament din piatră. Învelitoarea de șiță a fost reînnoită în anul 2002. 
Potrivit tradiției, începuturile edificiului coboară până la anul 1790, datare confirmată de inscripția clopotului mic, turnat „întru pomenirea lui Pascu Filimon din Vulcez, 1797”. Din pictura murală originară, executată în tehnica „frescă” la începutul secolului al XIX-lea, se mai păstrează doar câteva chipuri neidentificabile (prooroci, sfinți taumaturgi) în pronaos și o interesantă reprezentare a „Mântuitorului frângând Pâinea” în altar, deasupra proscomidiarului. Registrul împărătesc al tâmplei, montat la finalizarea lăcașului, dezvăluie penelul unui meșter zărăndean. Cu excepția conscripției din anii 1829-1831, nici harta iozefină a Transilvaniei (1769-1773) și nici celelalte recensăminte ecleziastice ale timpului nu menționează existența sa, ori a unei înaintașe.

## Imagini din exterior

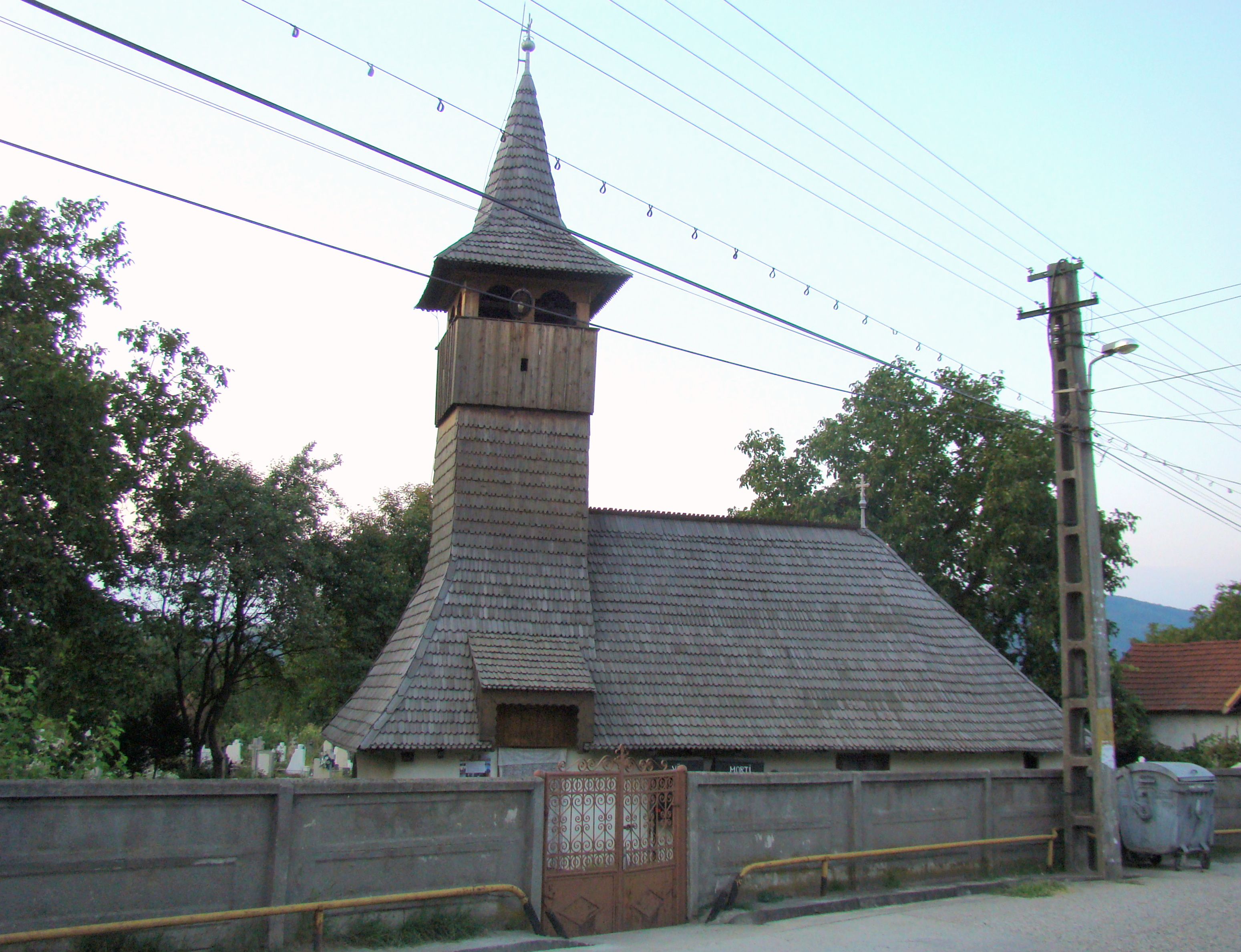
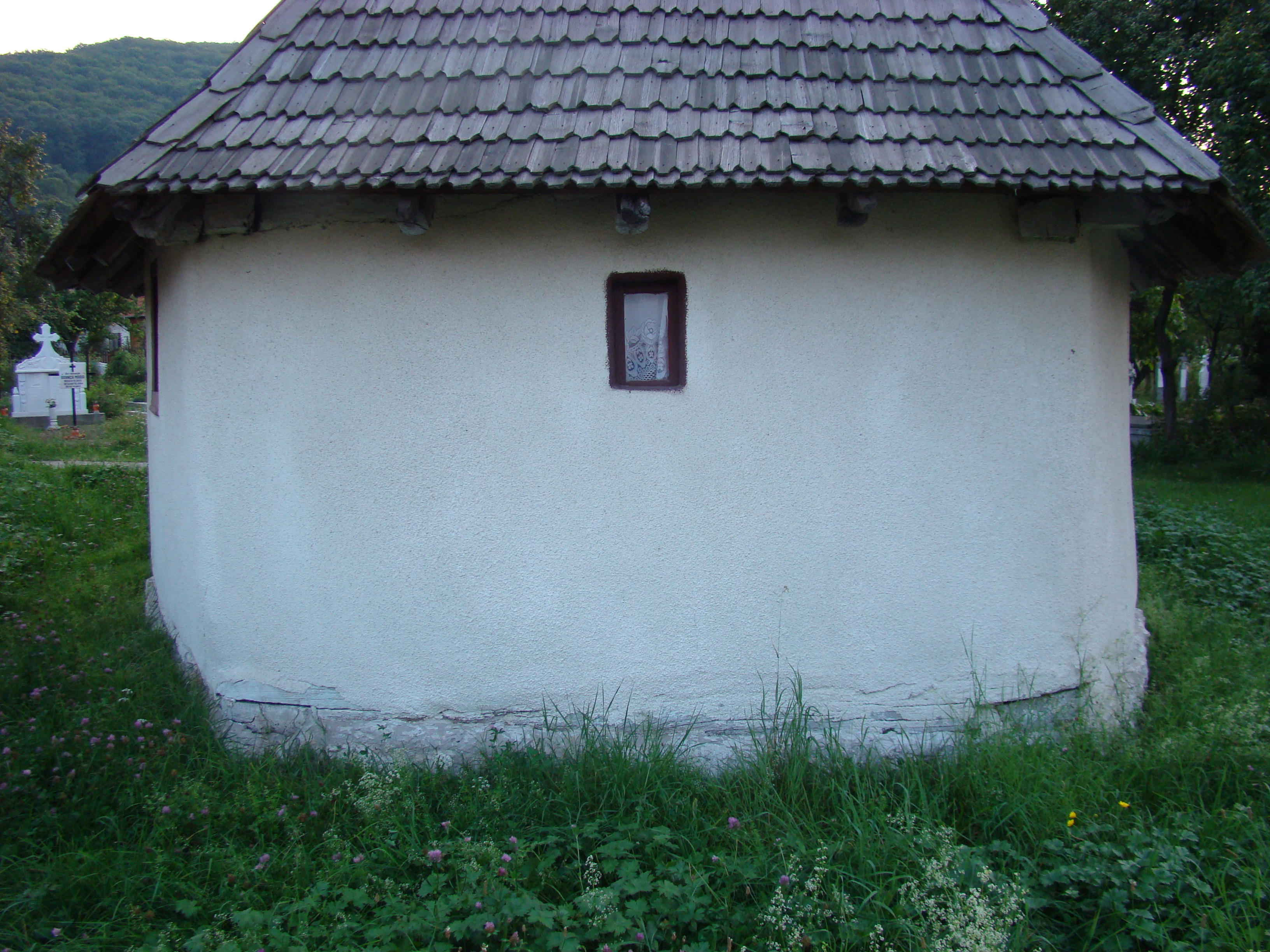
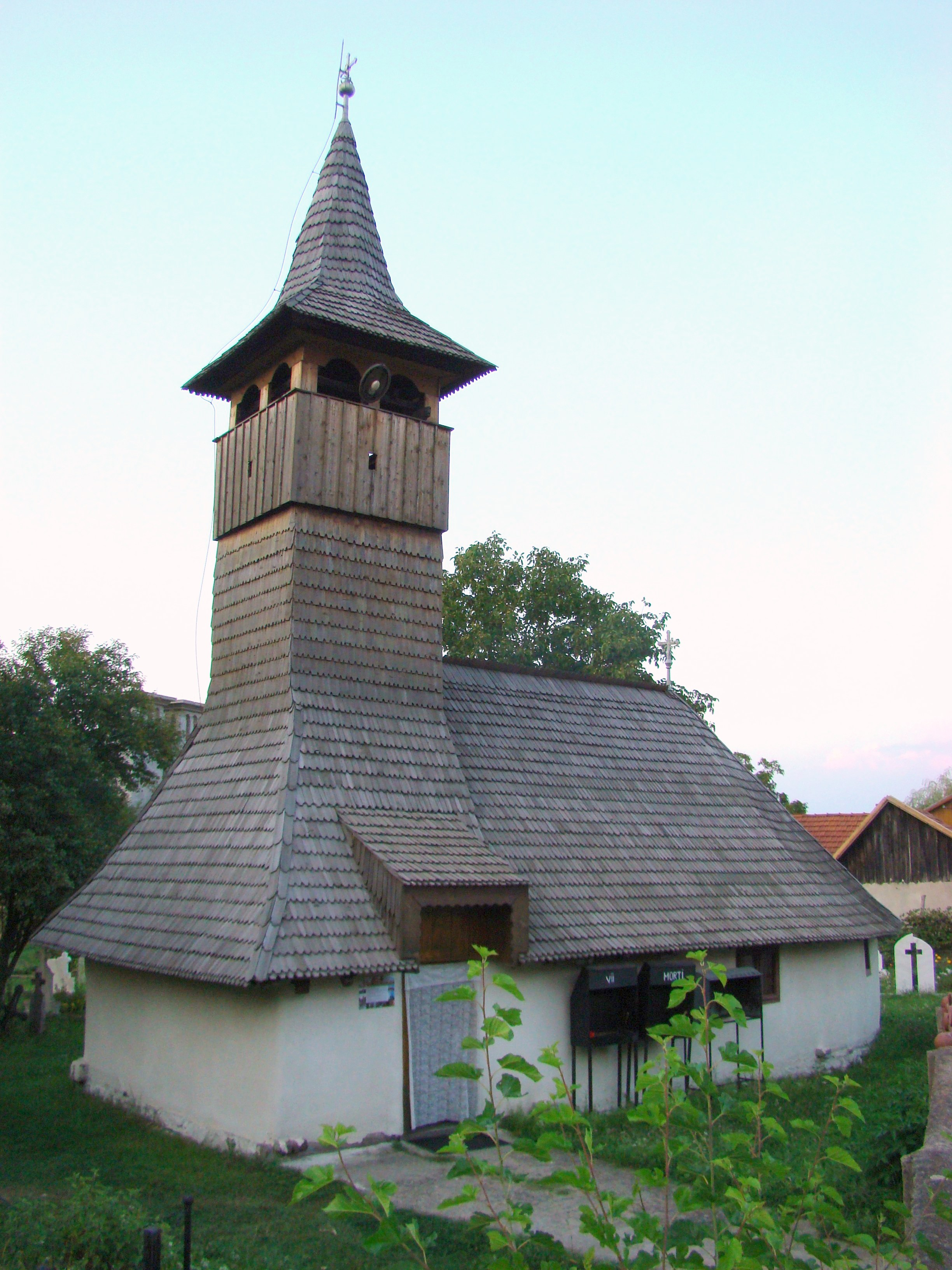
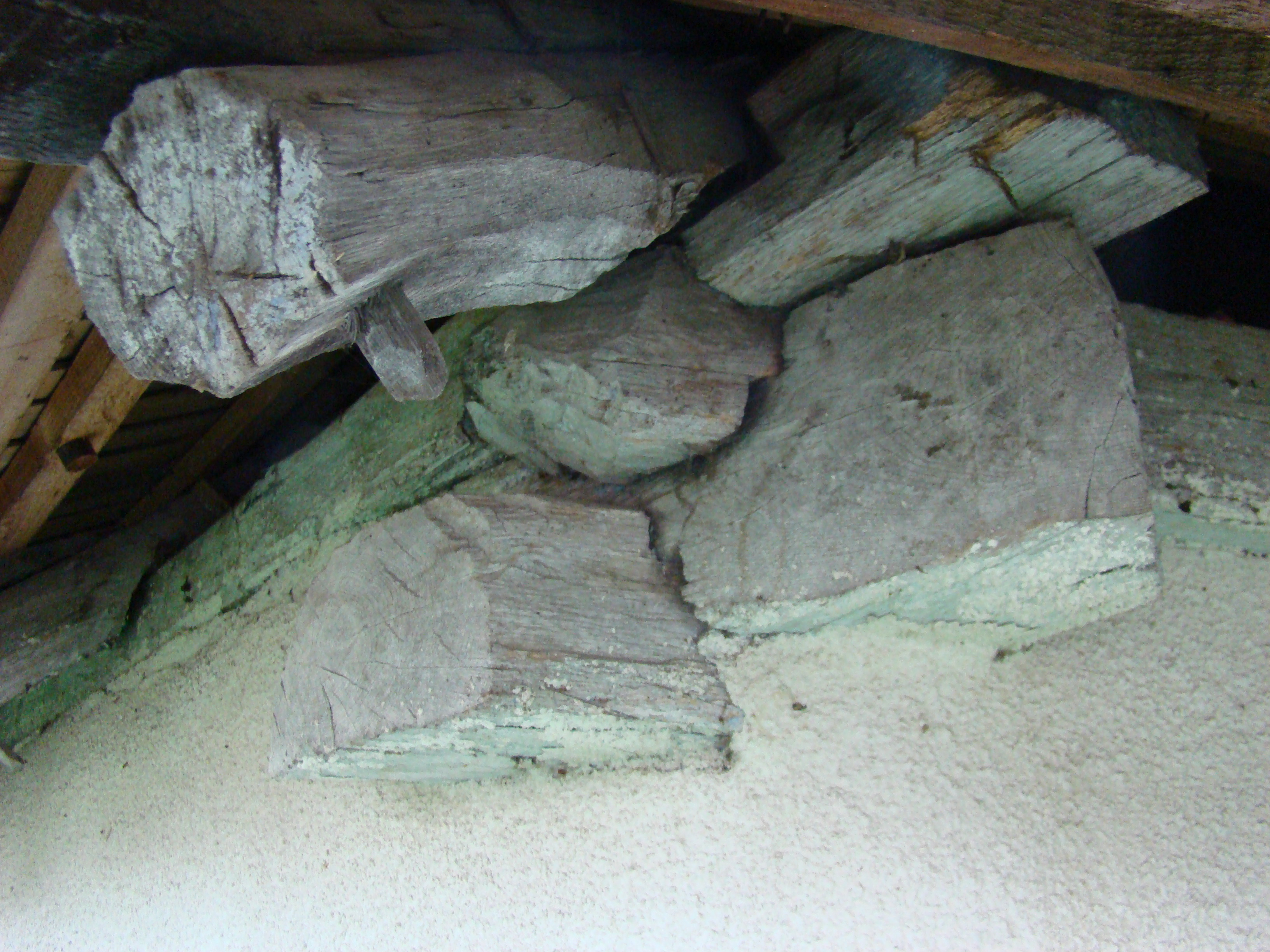
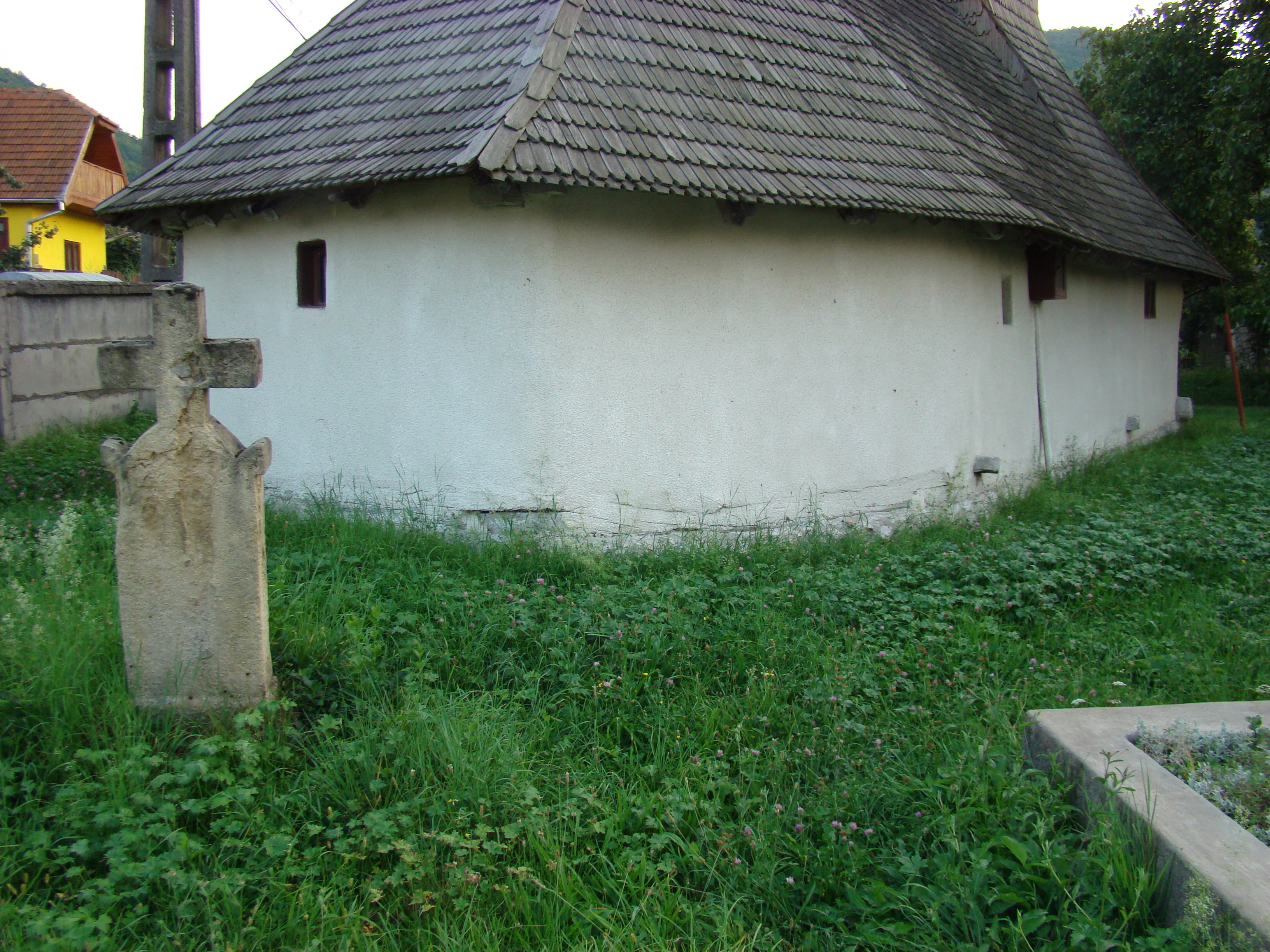
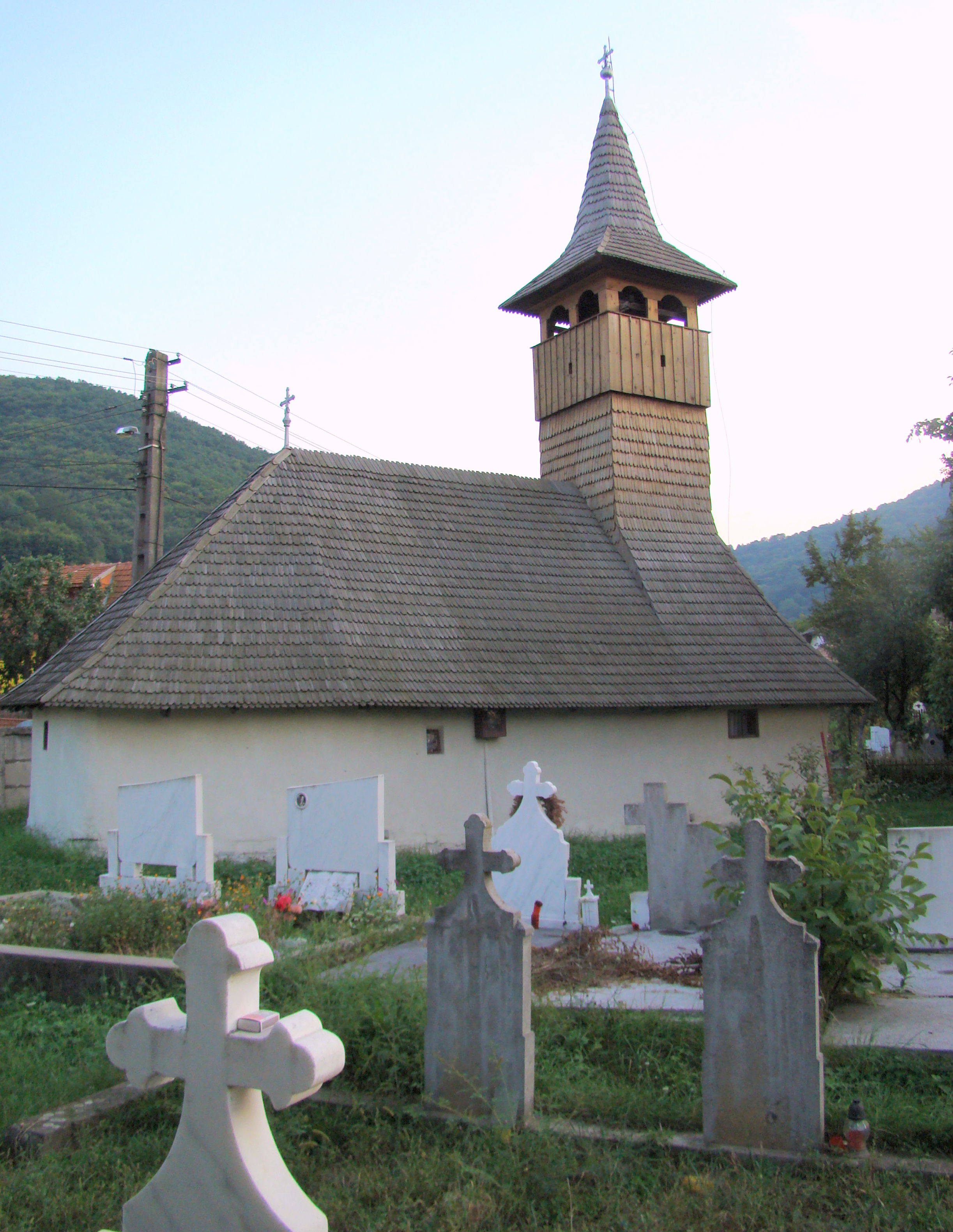
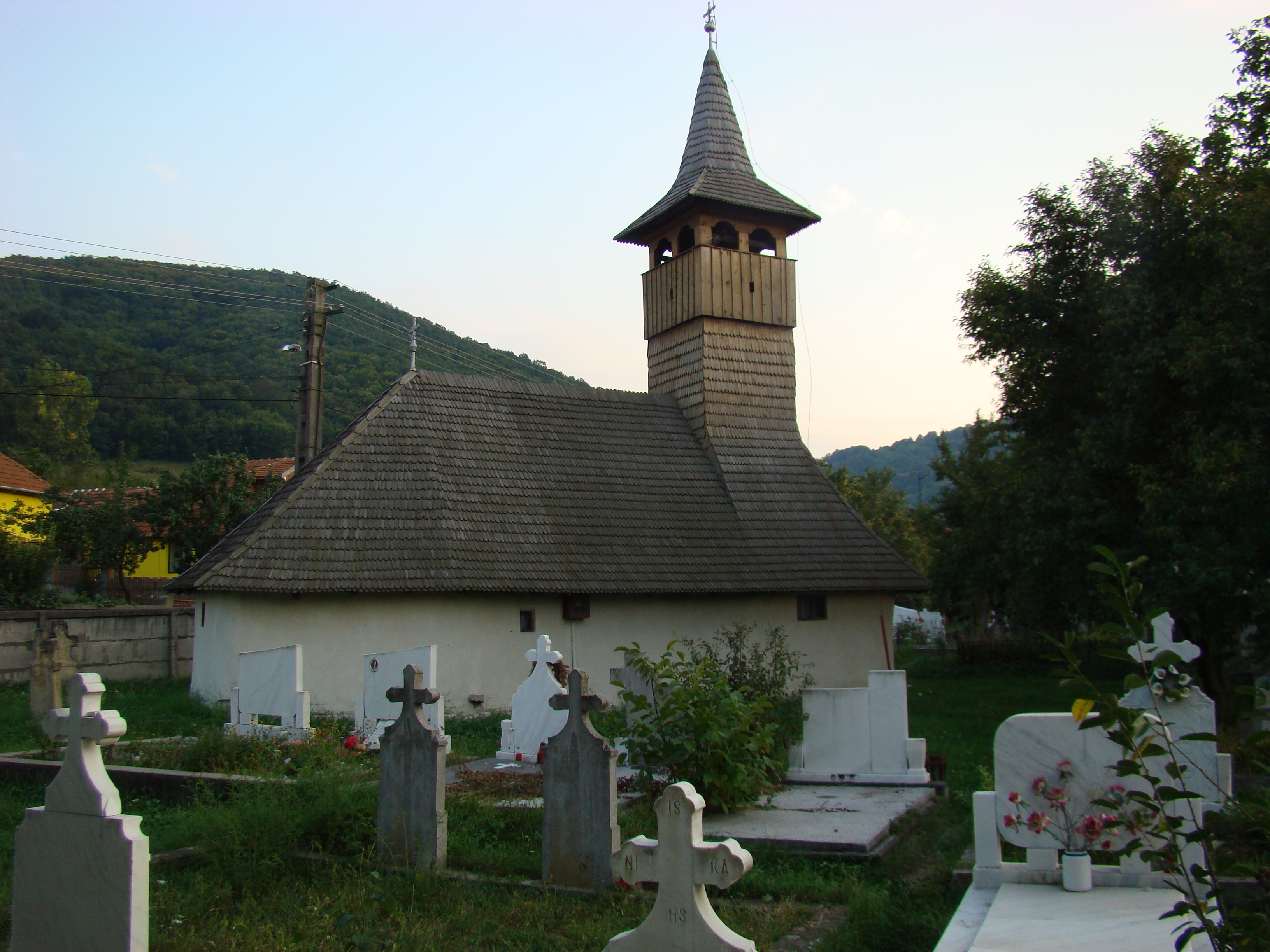
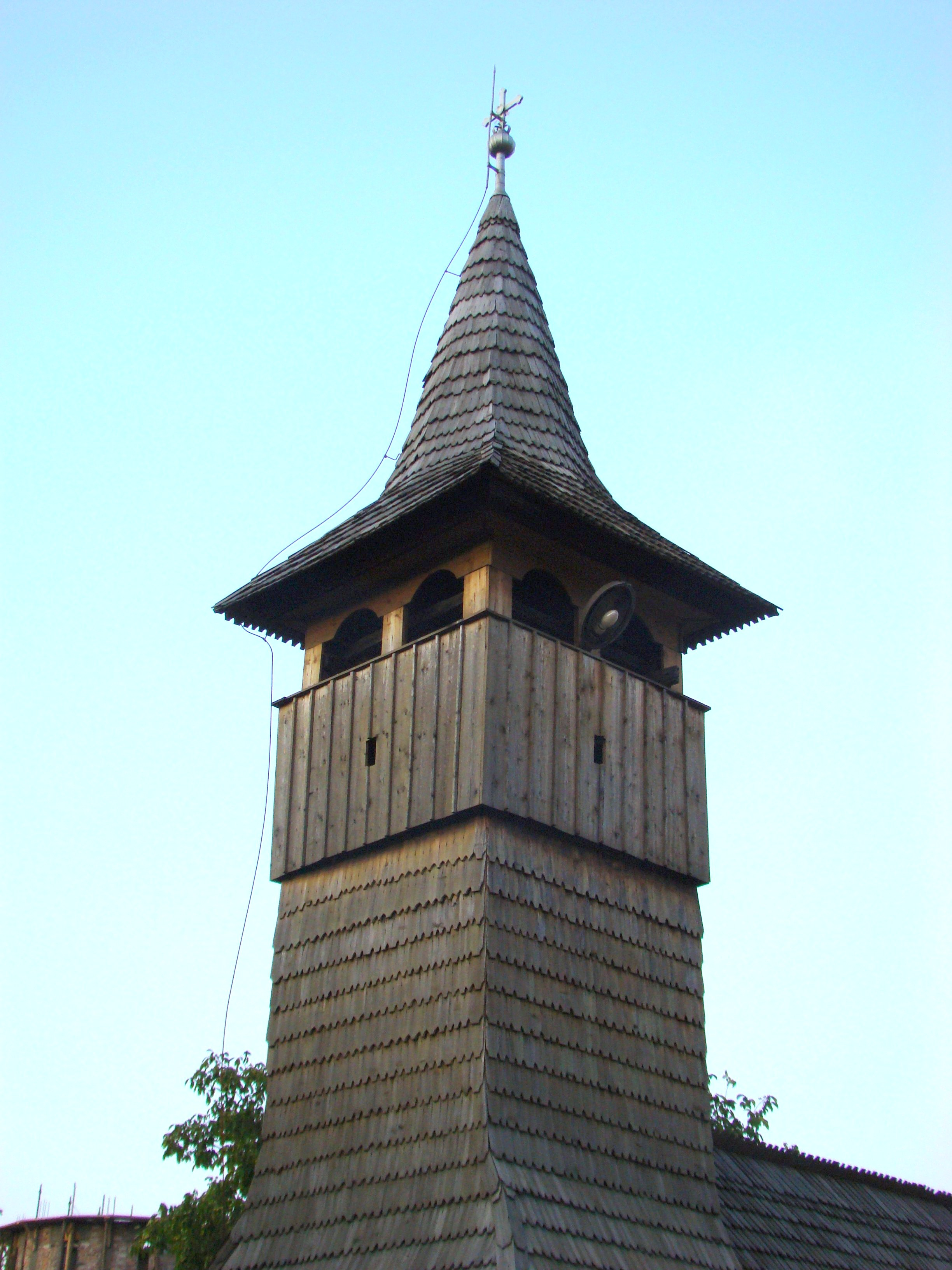
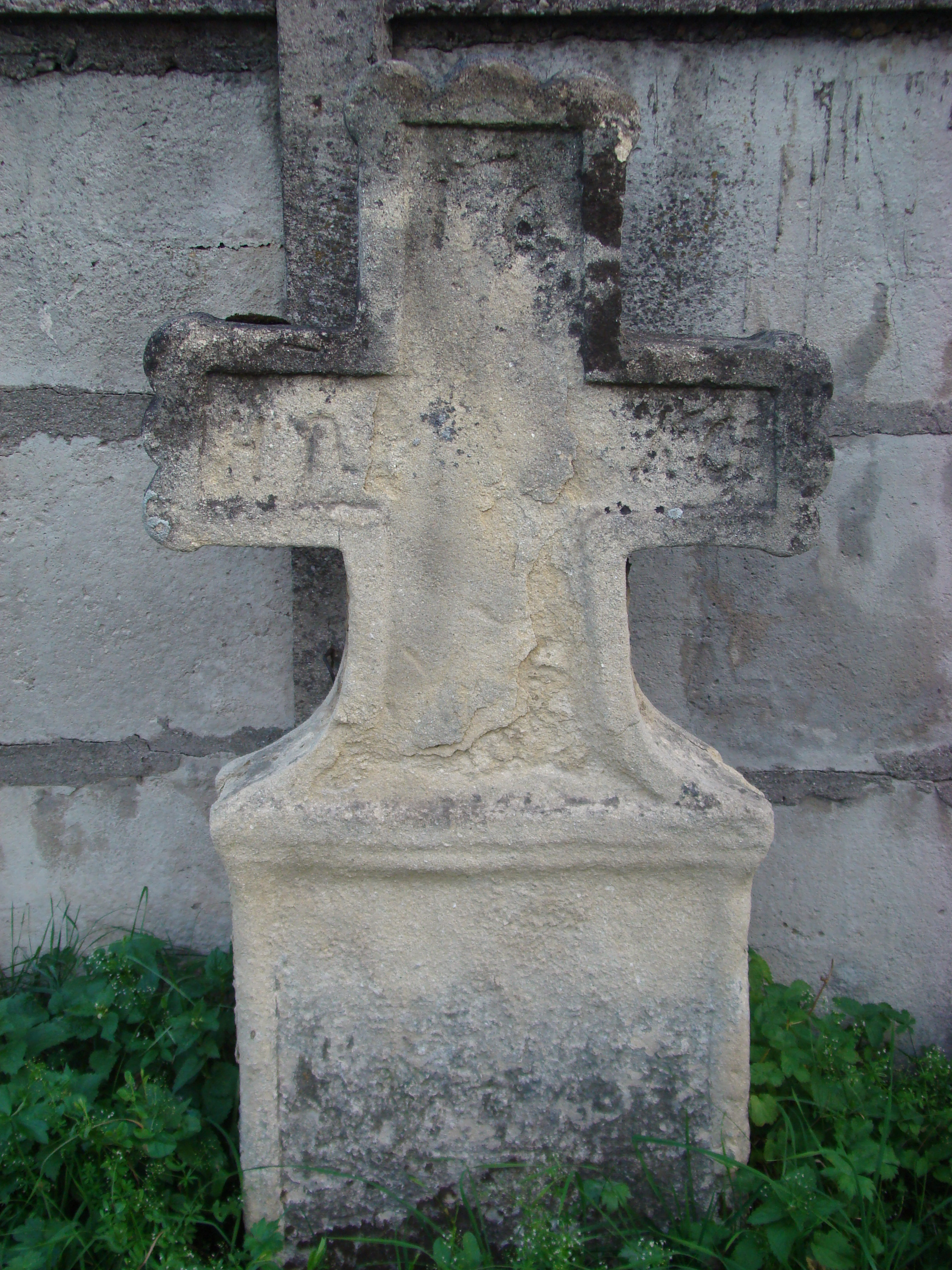

## Imagini din interior

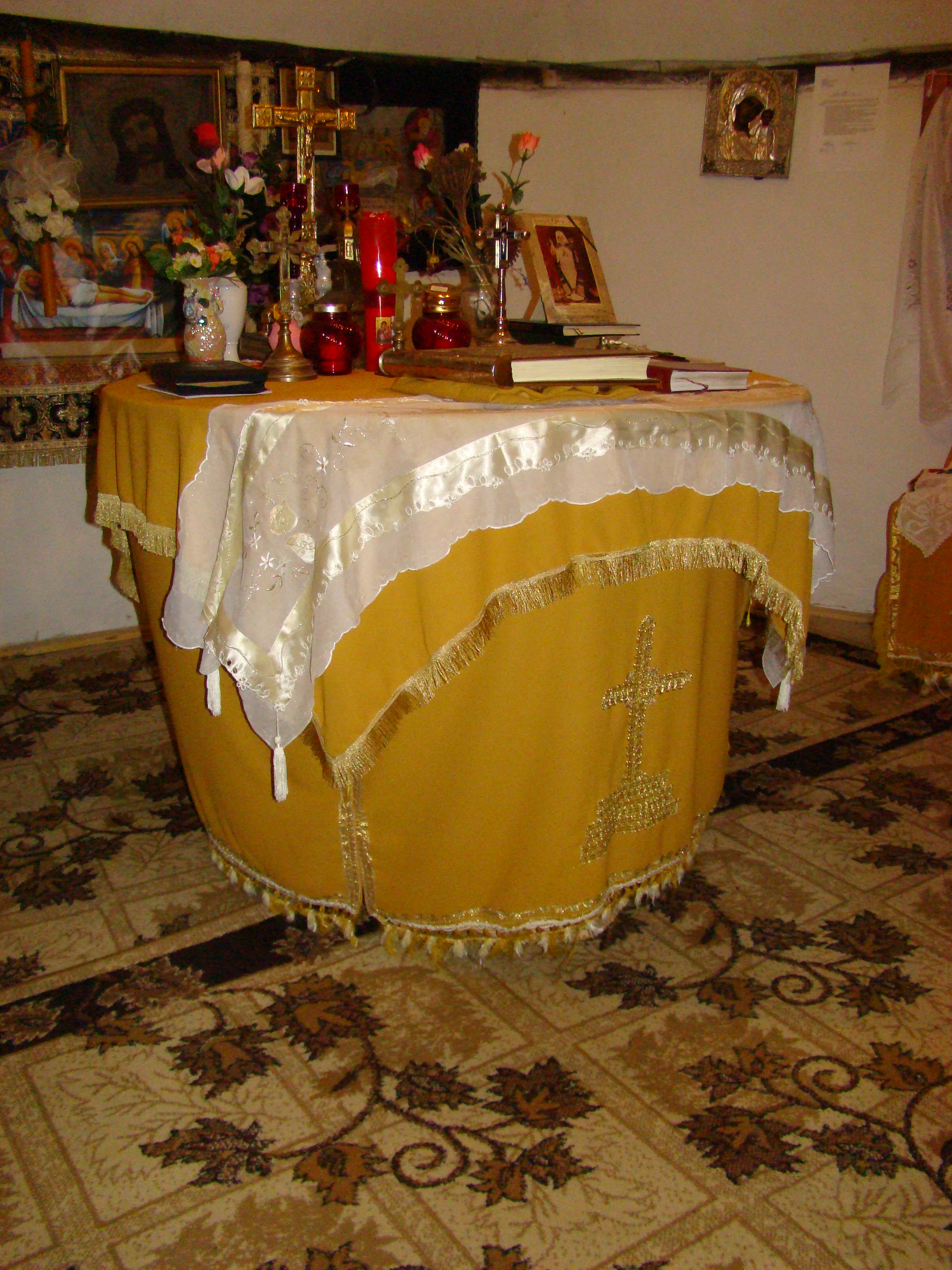
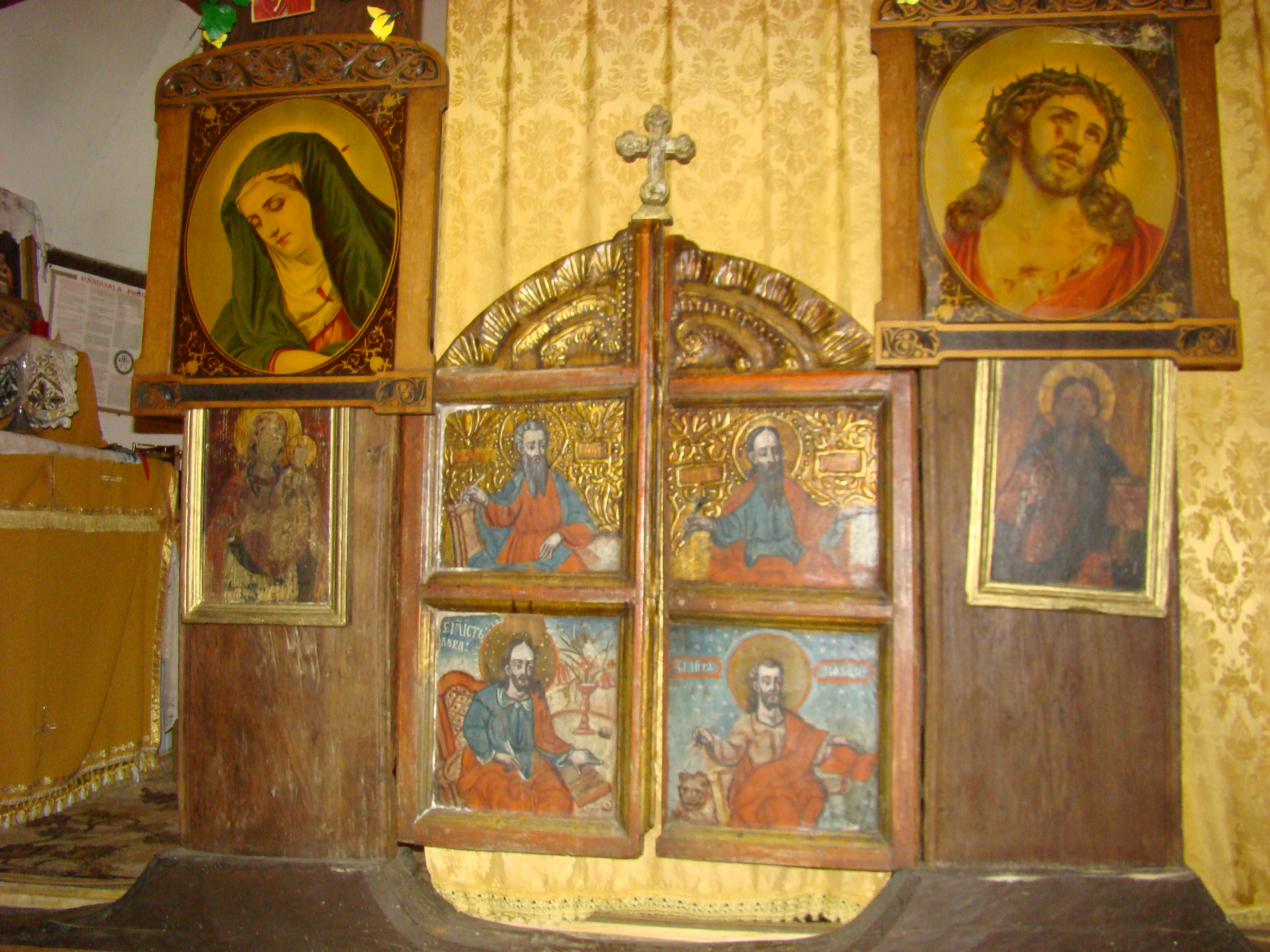
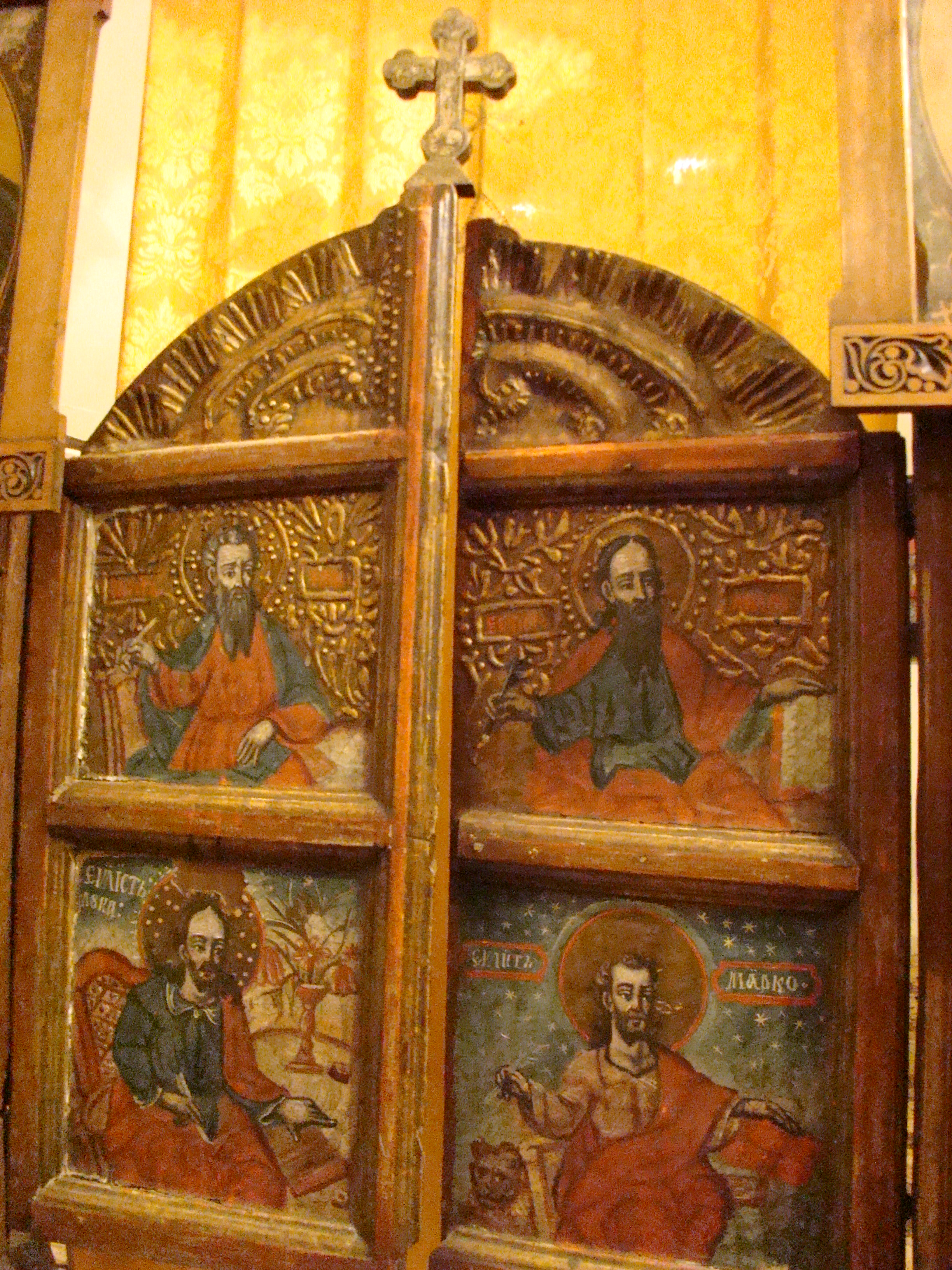
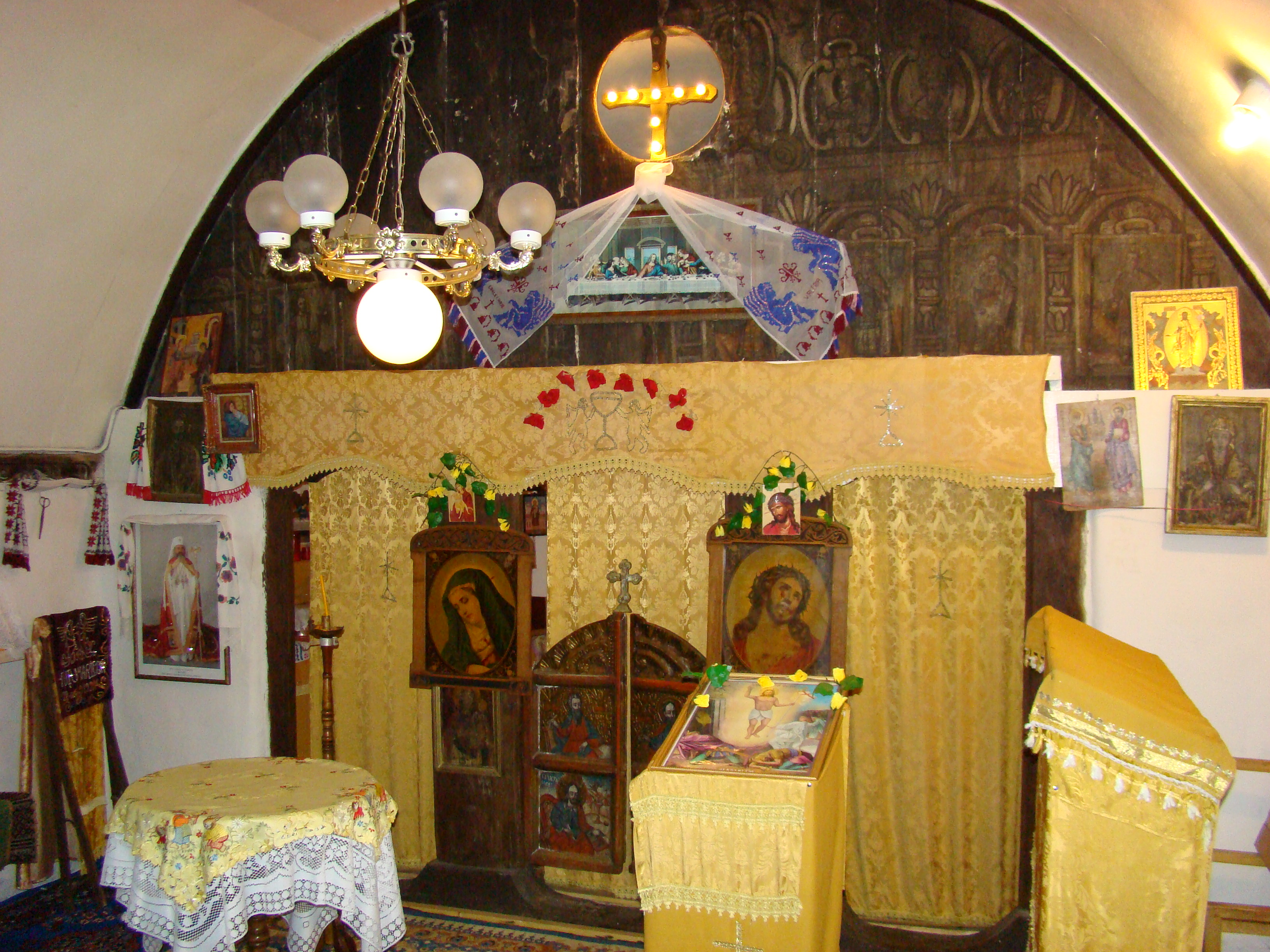
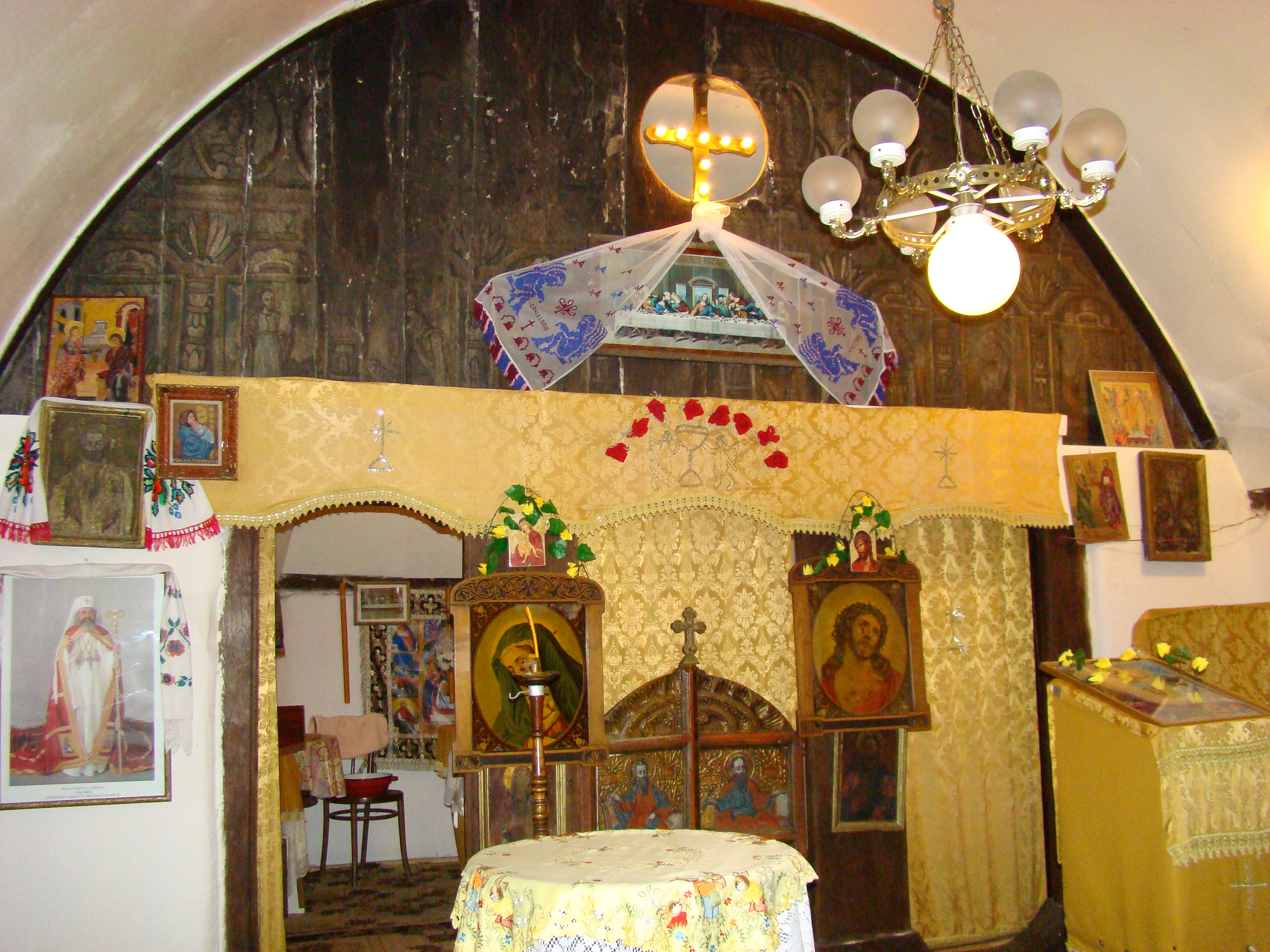
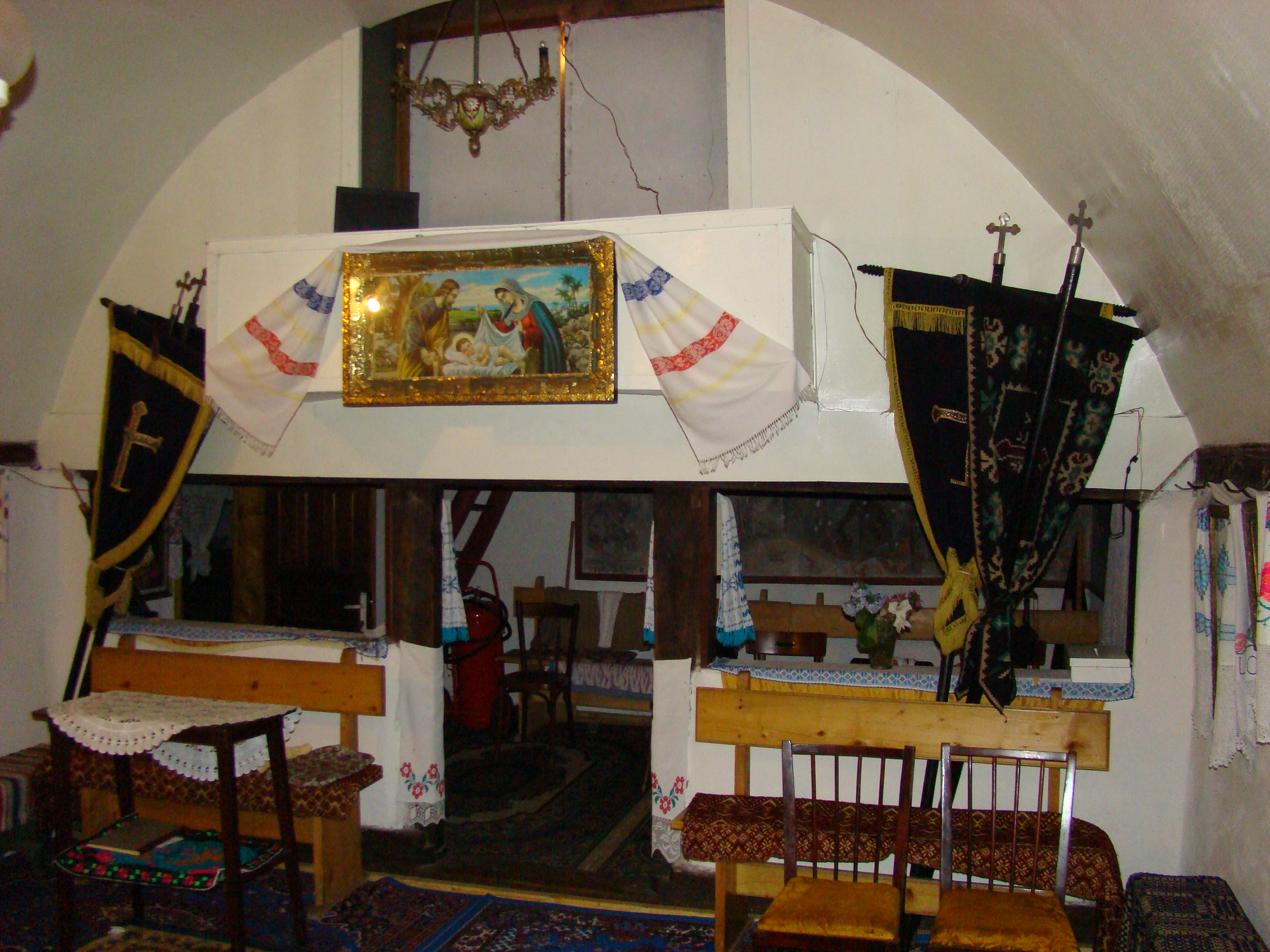
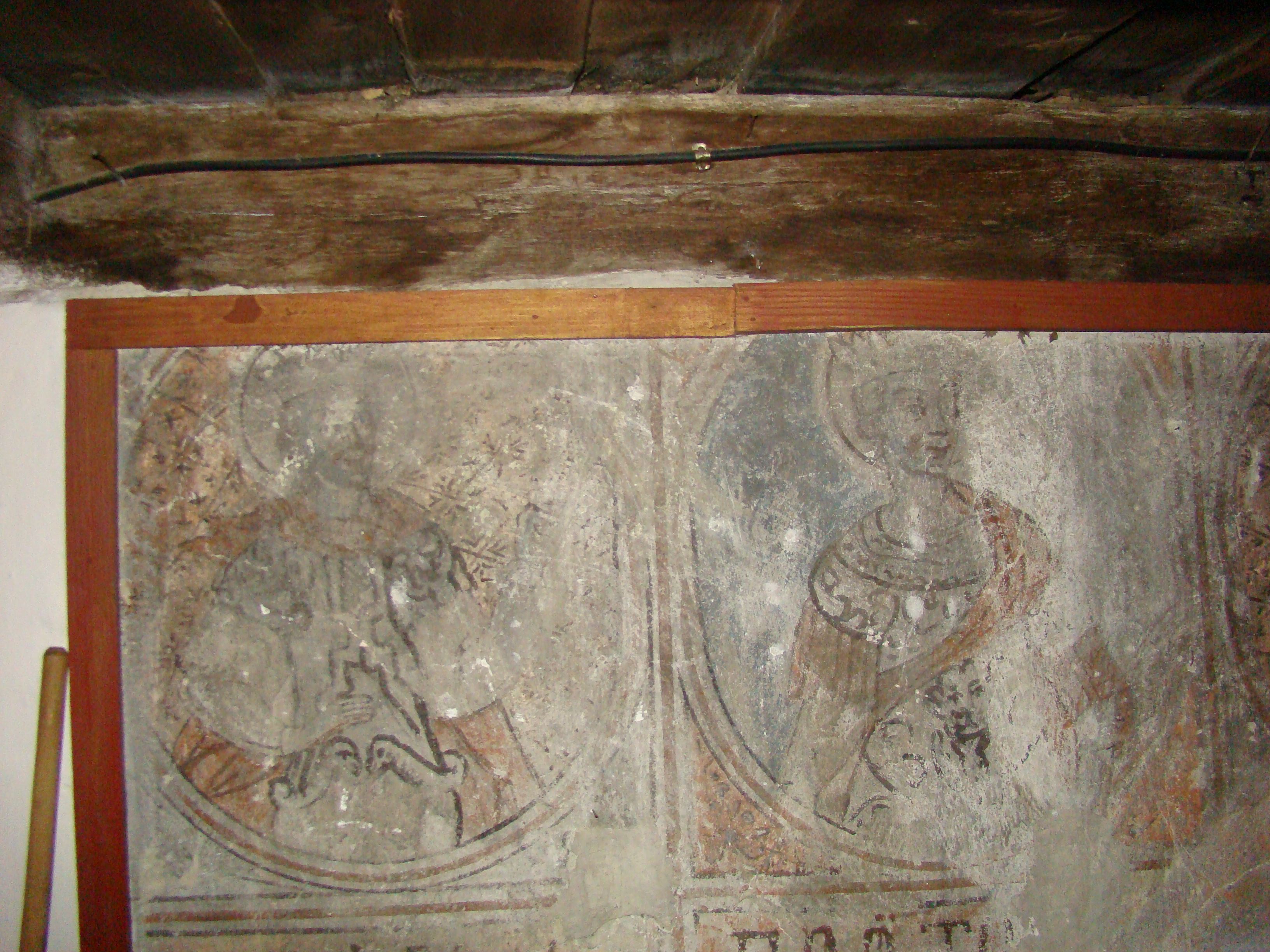
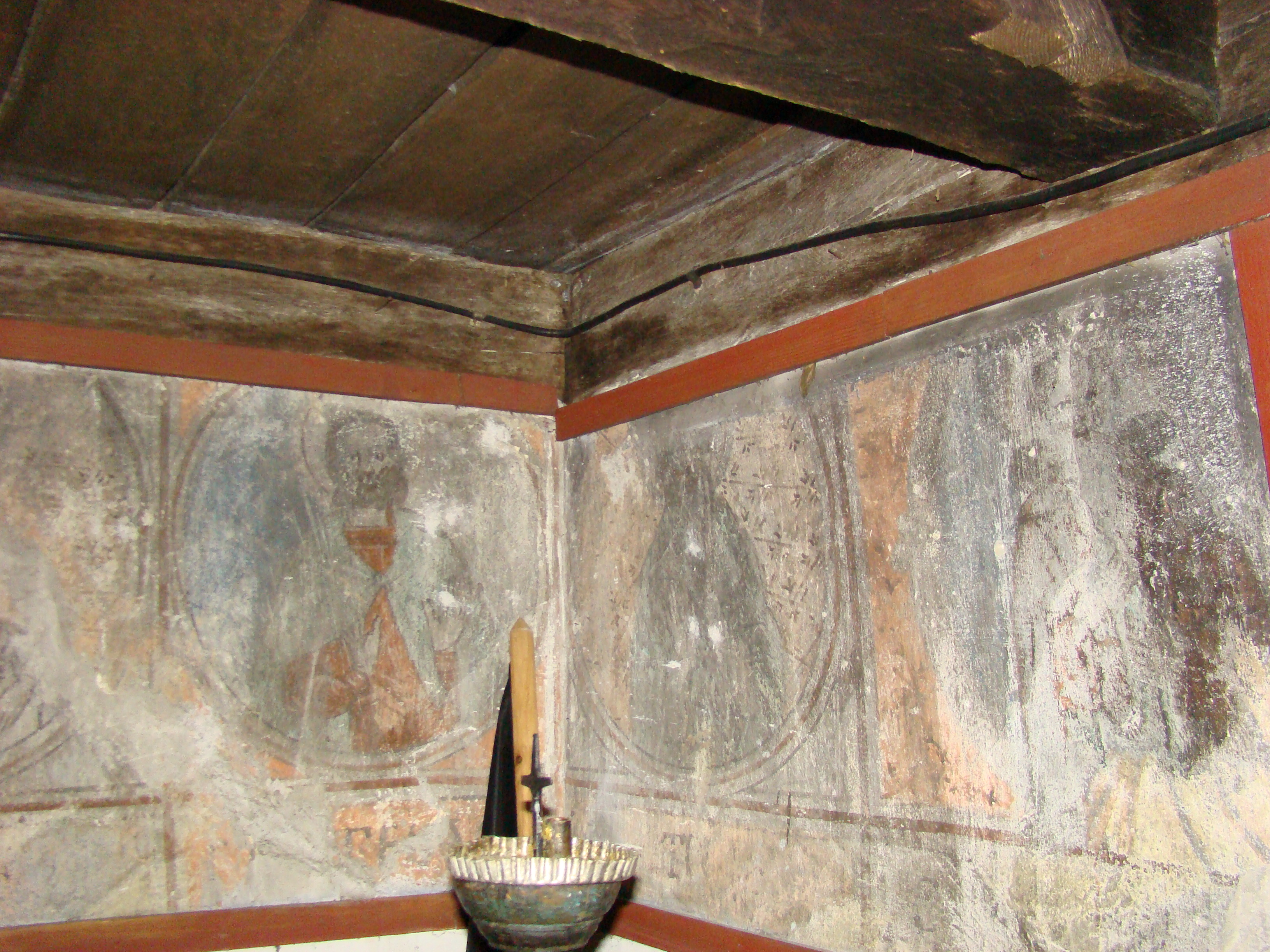
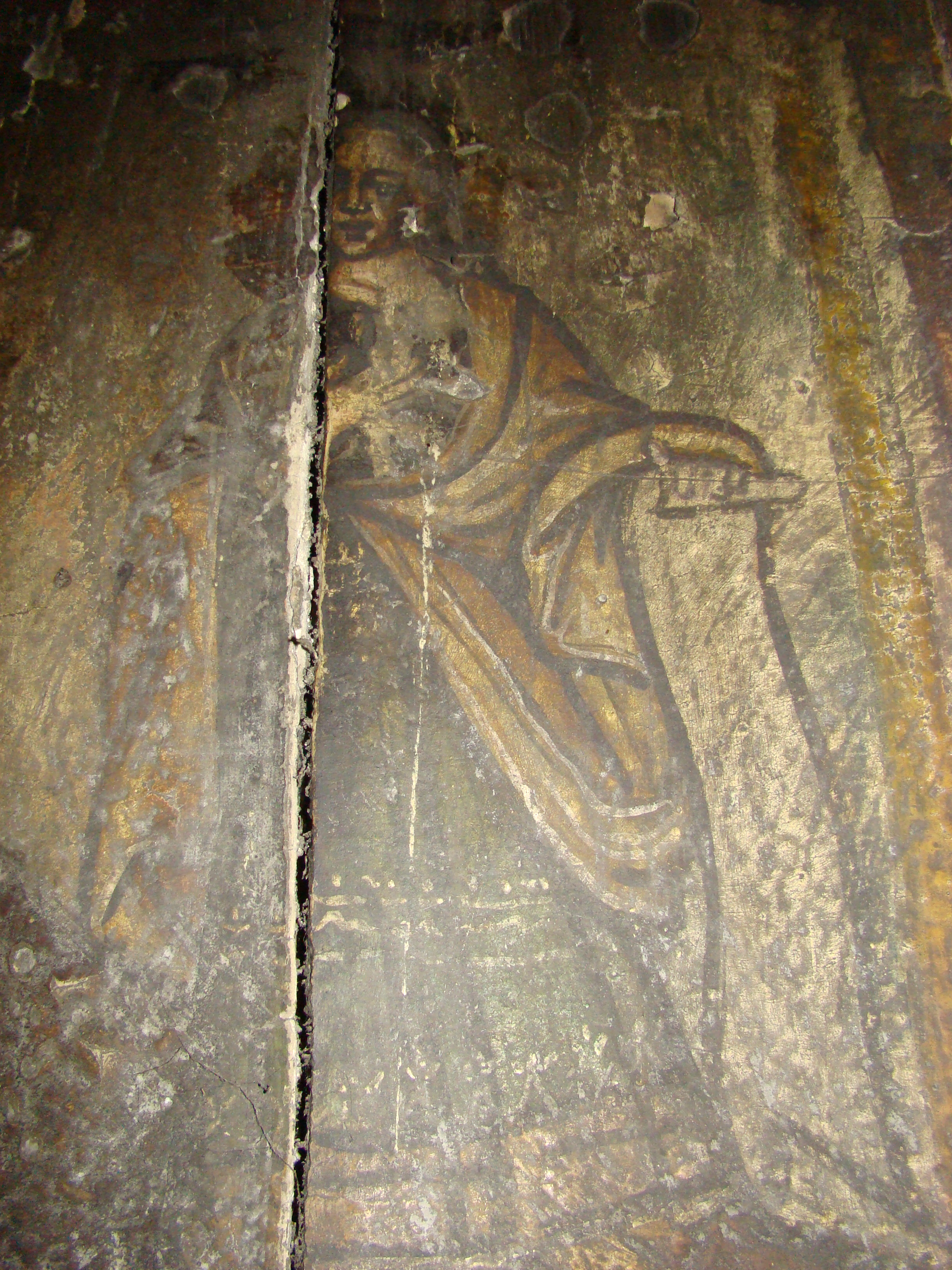
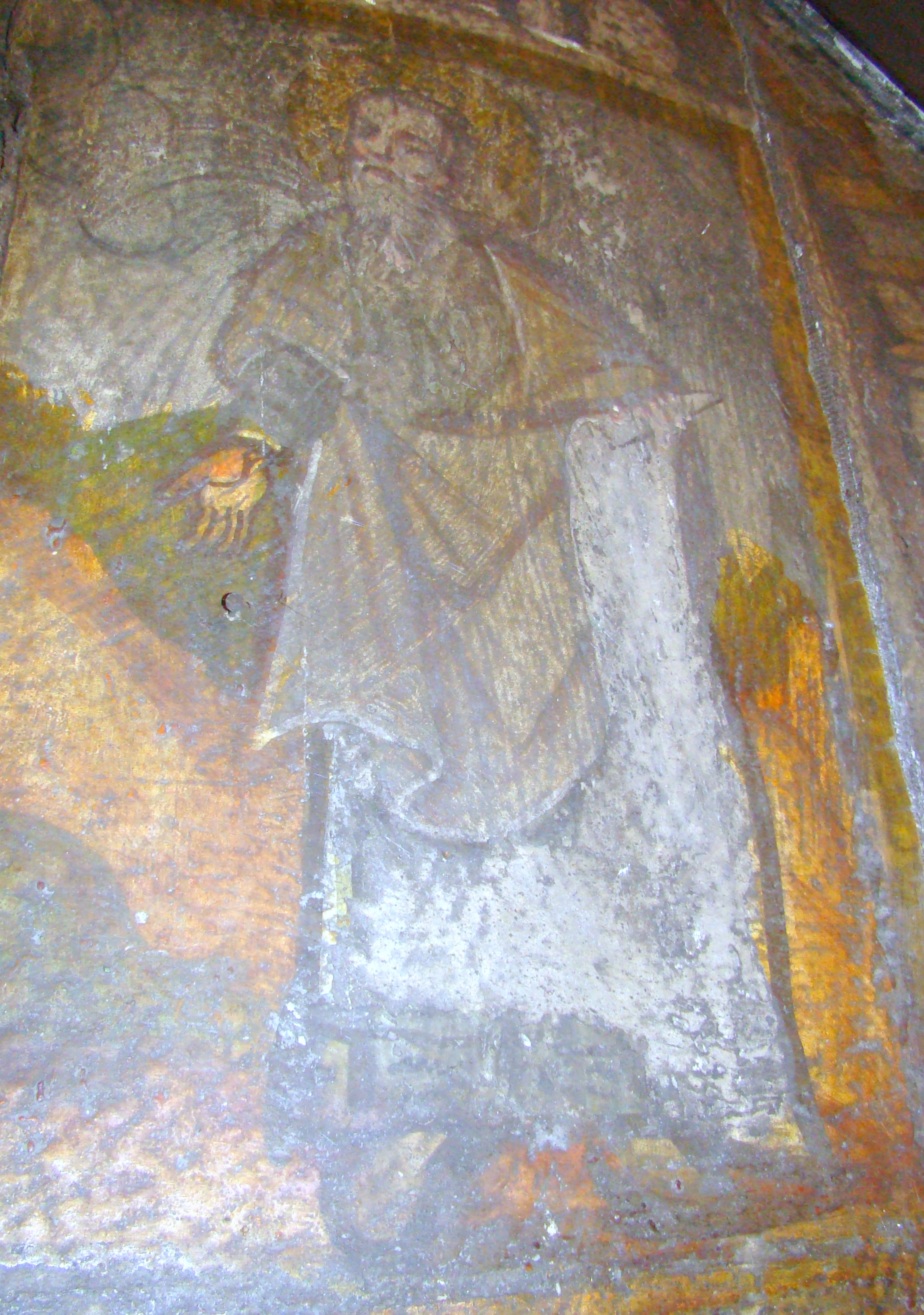
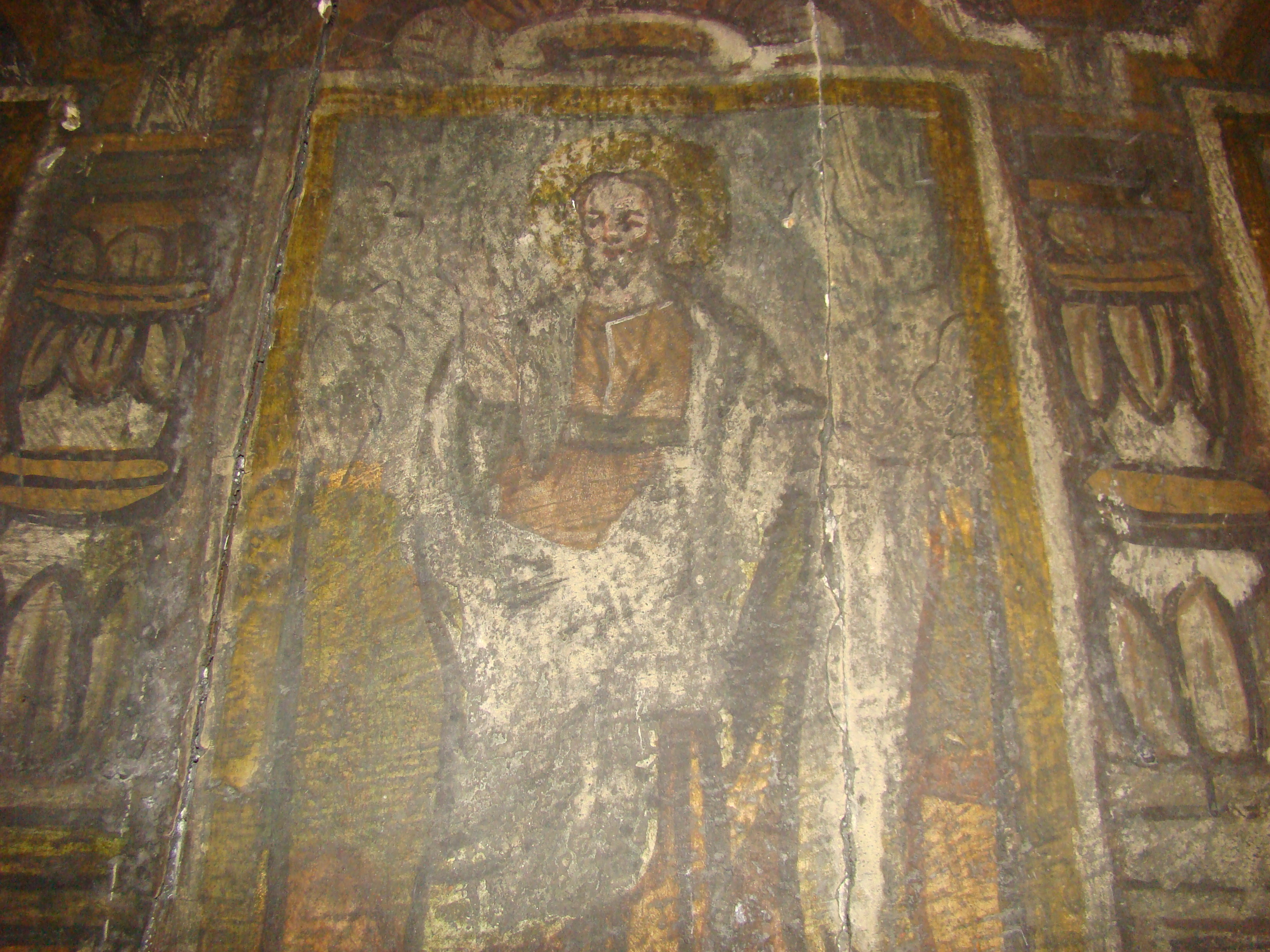
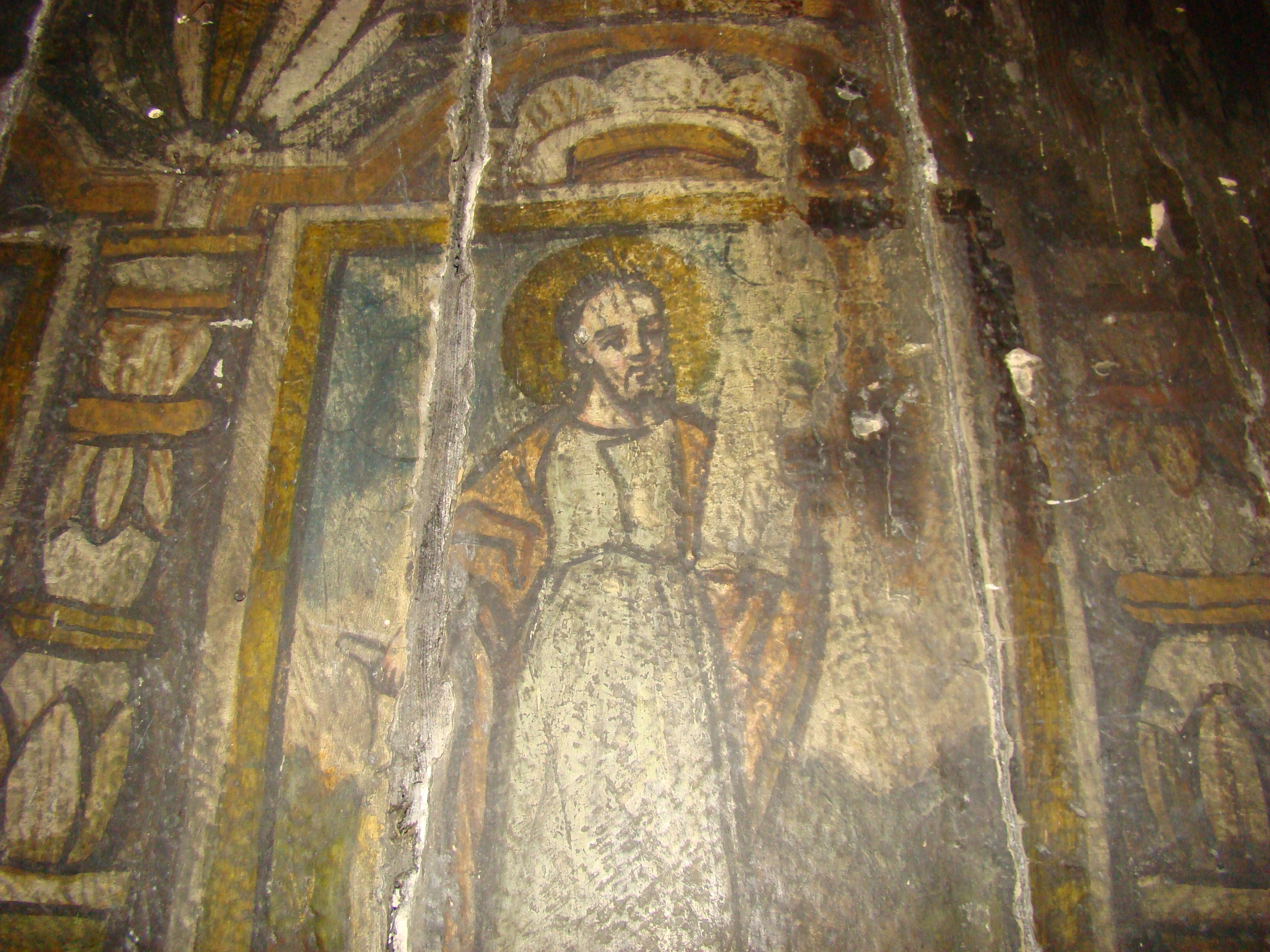
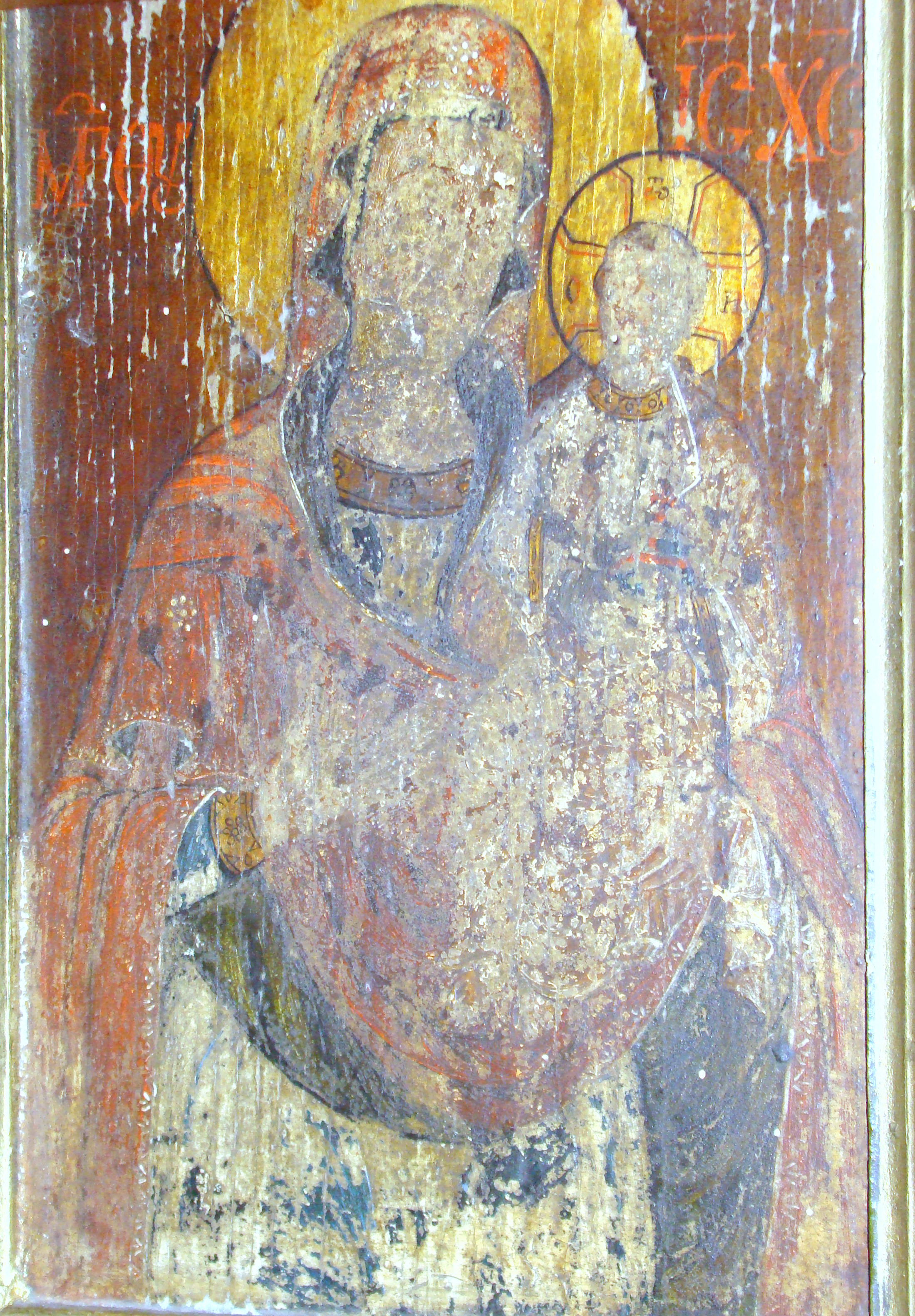
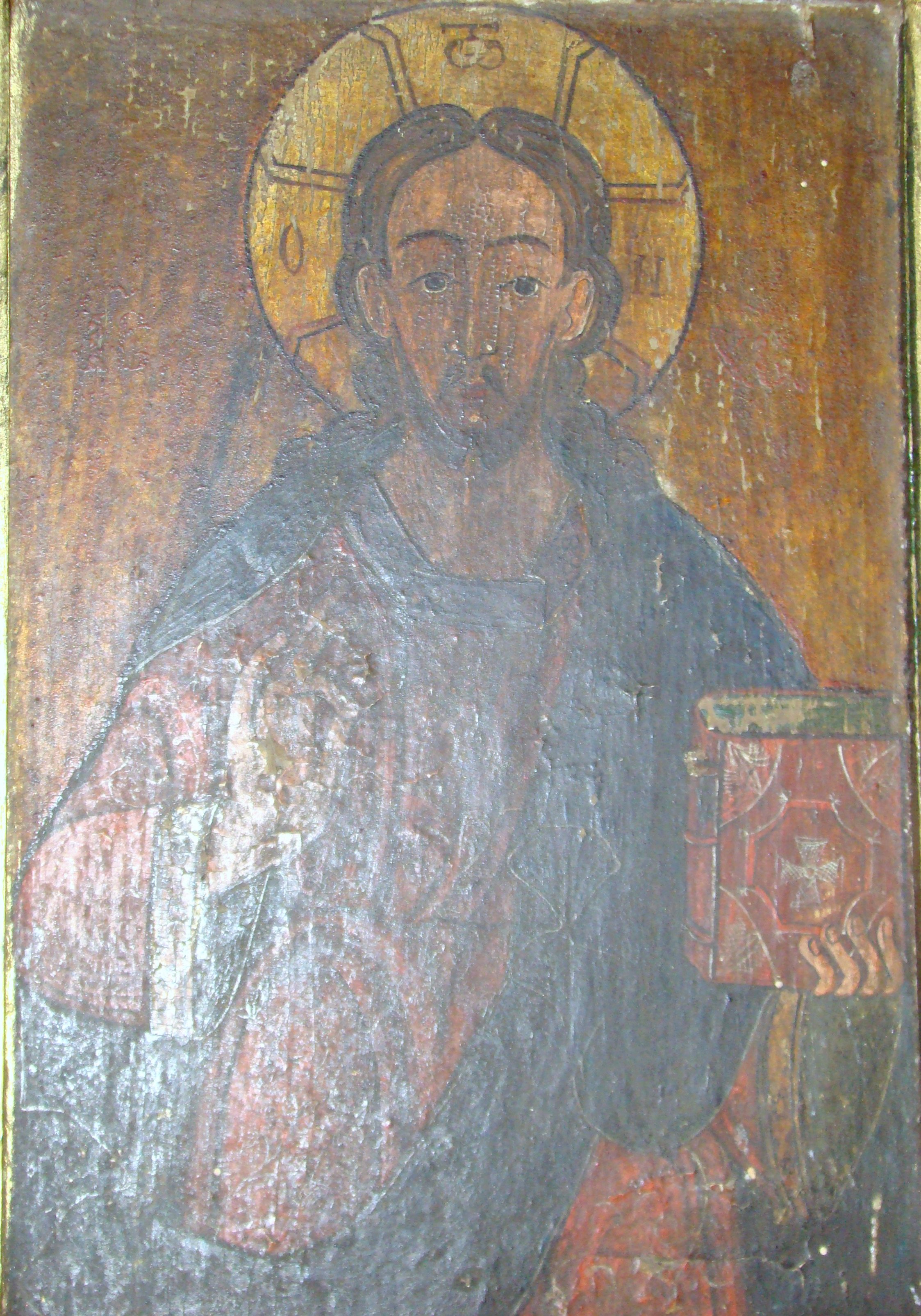
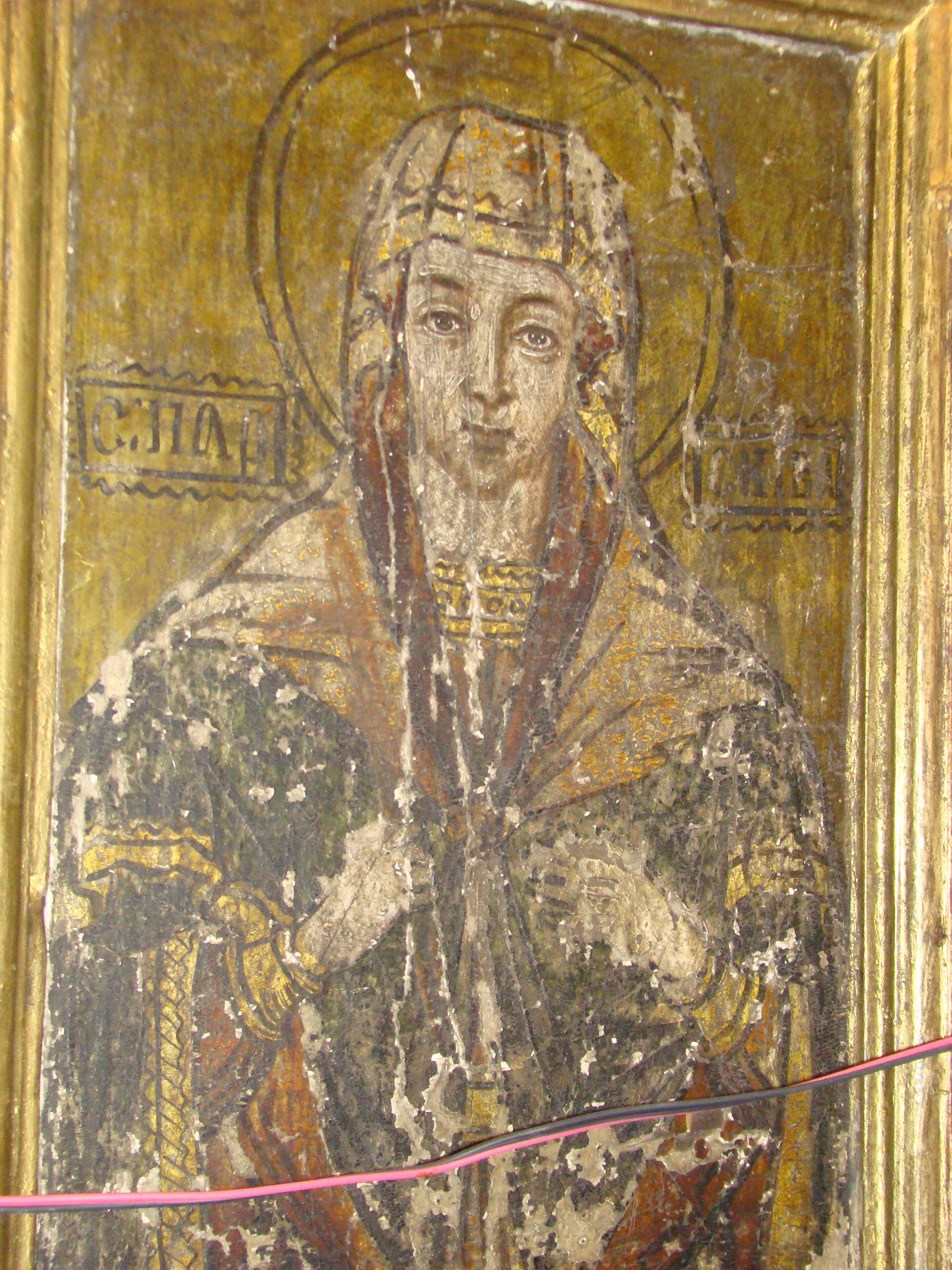